# Miệng cá

Miệng của một con cá

Miệng cá hay hàm cá (Fish jaw) là bộ phận miệng của các loài cá nằm ở vị trí đầu cá. Xét về mặt giải phẫu cá, phần lớn các loài cá có xương (bone fish) đề có miệng với cấu tạo của cơ hàm gắn với bộ hàm. Miệng cá là cơ quan để ăn và bắt mồi quan trọng của cá. Cá ăn thức ăn bằng miệng và sau đó bị phân tách nhỏ một phần trong thực quản. Dựa vào vị trí và kích thước của miệng có thể dự đoán một phần tập tính ăn của cá.

## Hình dạng
Vị trí và kích thước của miệng thay đổi theo tập tính của từng loài. Về vị trí miệng cá đa dạng và thường cấu tạo như sau: Đối với miệng trên thường thì chiều dài xương hàm trên nhỏ hơn chiều dài của xương hàm dưới. Cá có dạng miệng này thường bất mồi ở tầng mặt như cá mè trắng, cá mè hoa, cá thiểu, cá trích. Về miệng giữa thì chiều dài xương hàm trên và chiều dài của xương hàm dưới tương đương nhau. Cá có dạng miệng này thường bất mồi ở tầng giữa. Tuy nhiên, cá cũng có thể bắt mồi ở tầng mặt và tầng đáy.
Còn miệng dưới thì chiều dài xương hàm trên lớn hơn chiều dài của xương hàm dưới. Cá có dạng miệng này thường bất mồi ở đáy như cá trôi, cá trê, cá hú, cá ngát. Về hình dạng miệng: Miệng tròn, dạng giác bám: Cá bám. Miệng nhọn, dài dạng mũi kiếm: Cá đao, cá nhái. Miệng thon dài dạng ống hút: Cá ngựa, cá lìm kìm cây, cá chìa vôi.
Về kích thước miệng: Các loài cá hiền (cá không hung dữ, ít tấn công và ăn thịt các loài động vật khác): Thường có miệng nhỏ, hẹp như cá sặc rằn, cá linh. Các loài cá dữ (cá ăn thịt, cá ăn tạp, cá săn mồi): Thường có miệng rộng lớn như cá lóc, cá chẻm, cá vược, cá bống tượng, cá bống cát. Kích thước miệng thông thường có thể thấy Cá miệng rộng như: Cá mào gà, cá lóc, cá nhám. Cá miệng hẹp như: Cá sặc rằn, cá linh, cá heo (cá heo nước ngọt).
Trong miệng cá có răng cá và cũng thể hiện rõ tính ăn của cá. Cá miệng tròn: Răng to, bén, phân bố ở quanh miệng, lưỡi và hầu. Cá sụn thì có hình dạng và kích cõ răng khác nhau tuỳ theo tính ăn của từng loài cá, nổi tiếng nhất là hàm cá mập. Cá ăn động vật kích thước nhỏ: Răng nhỏ, tà, phân bố ở xoang miệng. Cá ăn động vật kích thước lớn: Răng to, bén, phân bố chủ yếu ở hai hàm. Cá có miệng rộng, răng hàm bén và có răng chó. Cá xương: Răng thường phân bố ở xoang miệng hầu (hai hàm, vòm miệng, hầu).
Hình dạng và kích thước của răng khác nhau tuỳ theo tính ăn của từng loài cá. Các loài cá ăn lọc thì thường không có răng vì chúng sử dụng hình thức lọc nước là chính nên qua tiến hóa sẽ tiêu biến đi bộ răng vì chức năng không cần thiết. Cá ăn động vật kích thước nhỏ: Răng nhỏ, mịn để phù hợp với kích thước của con mồi. Cá ăn động vật kích thước lớn: Răng to, bén, thường có răng chó để giữ, xé, cắn sâu (cú cắt kéo) con mồi của nó.

## Cấu tạo
Trong miệng cá có xoang miệng hầu. Sọ hầu thường gồm có 7 đôi. Một đôi cung hàm: Gồm có hàm trên và hàm dưới. Hàm trên: Có hai xương trước hàm và hai xương hàm trên. Hàm dưới: Có hai xương khớp và hai xương răng. Sự ra đời của các quai hàm cho phép cá ăn được nhiều chủng loại thức ăn hơn, bao gồm cây cỏ và các sinh vật khác. Trong miệng cá còn có bộ phận lưỡi: Cá miệng tròn: Lưỡi cử động được do cơ lưỡi phát triển. Trên lưỡi có nhiều răng bén. Cá sụn và cá xương: Lưỡi không cử động được. Một số loài có miệng thường ngoáp liên tục như cá chép (có câu ví von: "mồm cá chép, mép chính trị").
Dựa vào chiều dài xương hàm trên và xương hàm dưới để xếp miệng cá vào 3 dạng: Cá miệng trên: Chiều dài xương hàm trên nhỏ hơn chiều dài xương hàm dưới ví dụ như cá thiểu, cá lành canh, cá mè trắng. Cá miệng giữa: Rạch miệng nằm ngang, chiều dài xương hàm trên tương đương với chiều dài xương hàm dưới. Ví dụ như cá tra, cá chim. Cá miệng dưới: Rạch miệng hướng xuống, chiều dài hàm trên chiều dài lớn hơn chiều dài xương hàm dưới. Ví dụ như cá trôi, cá hú. 